# Brett Seney
Brett Seney, född 29 februari 1996, är en kanadensisk professionell ishockeyforward som är kontrakterad till New Jersey Devils i National Hockey League (NHL) och spelar för Binghamton Devils i American Hockey League (AHL). Han har tidigare spelat för Merrimack Warriors (Merrimack College) i National Collegiate Athletic Association (NCAA).
Seney draftades i sjätte rundan i 2015 års draft av New Jersey Devils som 157:e spelare totalt.

## Statistik
| 2011–2012   | London Jr. Knights Gold | AH          | 29  | 20 | 26 | 46  | 20  | 11 | 6 | 13 | 19 | 6  |
|             | London Jr. Knights      | AH          | 2   | 1  | 1  | 2   | 4   | —  | — | —  | —  | —  |
| 2012–2013   | Kingston Voyageurs      | OJHL        | 49  | 3  | 7  | 10  | 18  | 15 | 2 | 0  | 2  | 8  |
| 2013–2014   | Kingston Voyageurs      | OJHL        | 49  | 26 | 43 | 69  | 67  | 11 | 5 | 7  | 12 | 12 |
| 2014–2015   | Merrimack Warriors      | NCAA        | 34  | 11 | 15 | 26  | 55  | —  | — | —  | —  | —  |
| 2015–2016   | Merrimack Warriors      | NCAA        | 32  | 8  | 18 | 26  | 34  | —  | — | —  | —  | —  |
| 2016–2017   | Merrimack Warriors      | NCAA        | 36  | 10 | 21 | 31  | 38  | —  | — | —  | —  | —  |
| 2017–2018   | Merrimack Warriors      | NCAA        | 37  | 13 | 19 | 32  | 48  | —  | — | —  | —  | —  |
|             | Binghamton Devils       | AHL         | 12  | 3  | 5  | 8   | 16  | —  | — | —  | —  | —  |
| 2018–2019   | New Jersey Devils       | NHL         | 1   | 0  | 0  | 0   | 0   | —  | — | —  | —  | —  |
|             | Binghamton Devils       | AHL         | 10  | 1  | 9  | 10  | 6   | —  | — | —  | —  | —  |
| NHL totalt  | NHL totalt              | NHL totalt  | 1   | 0  | 0  | 0   | 0   | —  | — | —  | —  | —  |
| AHL totalt  | AHL totalt              | AHL totalt  | 22  | 4  | 14 | 18  | 22  | —  | — | —  | —  | —  |
| NCAA totalt | NCAA totalt             | NCAA totalt | 139 | 42 | 73 | 115 | 175 | —  | — | —  | —  | —  |